# Гвинеја Бисао
Гвинеја Бисао (порт. Guiné-Bissau), званично Република Гвинеја Бисао (порт. República da Guiné-Bissau), позната и као Гвинеја Бисау, је држава на западу Африке. Површина Гвинеје Бисао је 36.125 km². По површини Гвинеја Бисао је 133. држава у свету. Граничи се са Сенегалом и Гвинејом, а на западу излази на Атлантски океан. По процени из 2010. Гвинеја Бисао је имала 1.647.000 становника. Главни и највећи град Гвинеје Бисао је Бисао, у ком живи око четвртинa становништва.
Гвинеја Бисао је некада била део краљевства Кабу, као и део царства Мали. Делови овог краљевства су опстали до 18. века, док су неки други били под влашћу Португалске империје од 16. века. У 19. веку је колонизована као Португалска Гвинеја. Након стицања независности, проглашене 1973. и признате 1974. године, име њеног главног града, Бисао, додато је имену земље како би се спречила забуна са Гвинејом (бивша Француска Гвинеја). Гвинеја Бисао има историју политичке нестабилности од стицања независности, а само је један изабрани председник (Хозе Марио Ваз) успешно одслужио пун петогодишњи мандат. Тренутни председник је Умаро Сисоко Ембало, који је изабран 29. децембра 2019. године.
Само око 2% становништва говори португалски, службени језик, као први језик, а 33% га говори као други језик. Међутим, креолски језик Гвинеје Бисао, креолски базиран на португалском, је национални језик и такође се сматра језиком јединства. Према студији из 2012. године, 54% становништва говори креолски као први језик, а око 40% га говори као други језик. Остали говоре различите изворне афричке језике. Нација је дом бројних следбеника ислама, хришћанства и традиционалних вера, иако ниједна верска група не представља већину становништва. Бруто домаћи производ земље по глави становника један је од најнижих у свету.

## Историја
Територија Гвинеје Бисао некада је била позната под називом Краљевина Габу, која је била део великог Мали царства. После 1546. Габу је добио већу аутономију, а као део Мали царства остала је до 1876. Први Европљани који су заузели Гвинеју Бисао били су Португалци. Колонијалисти из Зеленортских острва добили су права на ову територију и она је убрзо постала португалски центар трговине робовима.
Афричка партија за независност Гвинеје и Зеленортских Острва основана је 1956. После више неуспелих антиколонијалних устанака, борба за независност почела је 1963. године. Током 1974. побуњеници су контролисали већи део земље. Основали су своју владу коју је убрзо признао већи број земаља. У априлу 1974. Лисабон је потписао споразум по ком пружа потпуну независност овој земљи. Од тада званични назив државе постаје Гвинеја Бисао. Одмах по стицању независности Гвинеја Бисао је ступила у просовјетски блок и једно време развијала социјалистичко друштвено уређење. Први председник независне државе био је Луис Кабрал, председник Афричке партије за независност Гвинеје и Зеленортских острва (Partido Africano da Independência da Guiné e Cabo Verde - PAIGC) формиране 1956. године. У новембру 1980. године извршен је војни удар, Кабрал је свргнут с власти, а на његово место је дошао дотадашњи премијер Жоао Бернардо Вијеира. Први вишепартијски избори одржани су 1994. године, на којима је Вијеира избран за председника. Након грађанског рата 1998-1999. вођа опозиције Кумба Јала из Партије за друштвену обнову (Partido para a Renovaçao Social - PRS) је изабран за председника. Јала је свргнут 2003. године с власти, до 2005. године је вршилац дужности председника био Хенрике Роса. На изборима 2005. године је Вијеира поново изабран за председника и на овој функцији је био до убиства у марту 2009. године. Од септембра 2009. године председник Гвинеје Бисао је Малам Бакаи Сања из PAIGC партије, који је у јуну са 63,3% наспрам 36,6% победио противкандидата, некадашњег председника Кумба Јала из PRS партије. Нови председник је рекао да ће се заложити да се расветле околности под којима је убијен његов претходник Жоао Бернардо Вијеира.

## Географија

### Положај
Државе са којима се Гвинеја Бисао граничи су Гвинеја и Сенегал. Површина државе износи 36.125 km². На западу се граничи са Атлантским океаном. Простире се између 11 и 13 степена СГШ.

### Геологија и рељеф
Гвинеја Бисао је низијска земља која само према крајњем истоку прелази у брдовит терен надморске висине до 250 m. Обала је дуга 350 км и веома разуђена. Углавном је ниска, пешчана, мочварна и обрасла мангровом. Острвски део Гвинеје Бисао чине острво Болама и архипелаг Бисагос који се састоји од 15 острва (Бубаку, Каравела, Формоза, Оранжо, Рока, Уно итд.). Највиши врх је Монте Торин са надморском висном од 262 метра.
Природна богатства ове земље су: нафта, боксит, фосфати, дрво, море и реке богате рибом.

### Воде
Веће реке су Геба, Корубал и Качеа.

### Флора и фауна
Гвинеју Бисао насељавају бројне врсте сисара: лав, леопард, афрички дивљи пас, афричка златна мачка, каракал, сервал, пегава хијена, афричка дивља мачка. Од примата најбројнија је западноафричка шимпанза. Такође има и многобројних врста птица, риба и гмизаваца.

### Клима
Клима је тропска са једним кишним и једним сушним годишњим добом. Температура ваздуха је висока и стабилна: средња јануарска је око 24, а средња јулска око 26 °C. Падавине опадају од запада (3000 мм) до истока (1500 мм).

## Привреда
Према индексу хуманог развоја Гвинеја Бисао спада у најнеразвијеније државе света. Најзаступљенија привредна активност је пољопривреда, затим терцијарне делатности, а најмање је заступљена индустрија.
Обрадиво земљиште чини 11,9% државне територије. Кикирики је најважнија култура намењена тржишту, а уз њега и кокосов орах и уљана палма. За исхрану становништва се гаје пиринач, кукуруз, просо, сирак и разно поврће. Пашњаци и ливаде прекривају 43% територије, највише се гаје говеда, козе, свиње и кокошке. Шуме захватају 38% државне територије. Велики је годишњи улов рибе и ракова.
Иако је утврђено присуство нафте, боксита и фосфата, ова природна богатства се не експлоатишу. Постоје одређени индустријски капацитети за прераду дрвета. Туризам није развијен, мада постоје потенцијали за његов развој.
Гвинеја Бисао извози рибу, ракове (посебно шкампе), кикирики, дрво и уље, а увози велики број прехрамбених намирница, гориво, возила, машине итд.
Најразвијенији вид саобраћаја је поморска и речна пловидба. Главна лука је главни град Бисао. Друмска мрежа је лошег квалитета и мале укупне дужине, док железнички саобраћај не постоји. Међународни аеродром у Бисау нема већи међународни значај.

## Становништво
Популација Гвинеје Бисао етнички је подељена према језицима, обичајима и социјалним структурама. Језик који се највише говори је португалски креолски (44%). Поред португалског креолског већина становништва се служи језицима етничких група међу којима су најзначајније: баланте 27%, фулани 23%, мандинке 12%, манђако 11% и пепел 10%. Већина становништва верује у ислам 46,1%, остатак чине традиционалне афричке религије 30,6% и хришћанство 18,9%.
Највеће етничке групе су Фулани (28,5%), Баланта (22,5%), Мандике (14,7%), Пепел (9,1%). Остале етничке групе (Манђако, Беафада, Манкања итд.) чине 23%, док се 2,2% становништва није изјаснило.
Старосна структура становништва:
- од 0-14 година: 41,3%
- од 15-64: 55,4%
- од 64 године: 3,3%

Стопа наталитета: 39.63 рођених/1000 становника
Стопа морталитета: 15.62 умрлих/1000 становника
Просечан животни век: 63,68 година
Проценат писмених: 59,9%
Главни и највећи град је Бисао са 492.004 хиљада становника, док су сви остали градови далеко мањи: Габу 48.670, Бафата 37.985, Бисора 29.468.

## Административна подела
Гвинеја Бисао се дели на осам региона и један аутономни сектор. Они се, даље, деле на 37 сектора.
Региони су:
- Бафата
- Биомбо
- Бисао
- Болама
- Кашеу
- Габу
- Ојо
- Кинара
- Томбали